# Bataille de la Coulée des Tourond
Pour les articles homonymes, voir Tourond.
Rébellion du Nord-Ouest
Batailles
Bataille du lac aux Canards - Battleford - Massacre de Frog Lake - Bataille de Fort Pitt - Bataille de la coulée des Tourond - Bataille de Cut Knife - Bataille de Batoche - Bataille de Frenchman Butte - Bataille de Loon Lake
La bataille de la Coulée des Tourond, ou bataille de Fish Creek, livrée le 24 avril 1885 à Fish Creek, dans l'actuelle Saskatchewan, est une importante victoire des Métis sur les troupes canadiennes essayant de réprimer la rébellion du Nord-Ouest de Louis Riel. Ce revers, bien qu'insuffisant pour décider du sort de la guerre, arrêta l'avance du général Frederick Middleton sur Batoche, où les Métis devaient mener leur dernier combat.

## Déroulement
Middleton, ayant pris sous son commandement une large force depuis Fort Qu'Appelle le 10 avril, avait commencé sa progression le long de la rivière Saskatchewan en amont de Clarke's Crossing lorsqu'il tomba dans une embuscade montée à la hâte par les hommes de Gabriel Dumont. Les Métis tiraillèrent les hommes de Middleton en une rafale dévastatrice avant de se retirer et de se restreindre à des tirs de franc-tireurs afin d'économiser leurs munitions. 
Avec la moitié de ses forces de l'autre côté de la rivière, Middleton ne put faire usage de sa supériorité numérique écrasante. Ses deux batteries d'artillerie étaient inefficaces contre les Métis, bien que quelques canonnades bien ajustées réussirent à faire fuir les alliés Cris de Dumont. 
En dépit des lourdes pertes infligées à l'ennemi lors du premier assaut, le moral des Métis s'effondra rapidement alors que la bataille s'installa. Affamés, déshydratés, avec peu de munitions (conditions difficiles qu'ils eurent à subir durant toute la rébellion), les rebelles de Dumont, bien qu'à l'abri du feu canadien dans leurs ravines et caches, savaient qu'ils ne pourraient résister à un assaut en règle. Heureusement pour eux, Middleton était de son côté particulièrement inquiet de l'importance de ses pertes et opta pour une retraite prudente. Quelques semaines plus tard, apprenant la victoire des Cris face au Colonel Otter, qui disposait pourtant de la redoutable mitrailleuse Gatling, Middleton décida d'entreprendre une nouvelle action décisive contre Batoche.